# Omprövning
Omprövning är i offentlig rätt en process där en myndighet prövar sitt eget beslut på nytt, för att eventuellt ändra det. Omprövning är vanligt i många mål och ärenden där en myndighet fattat ett beslut, vilket antingen kan omprövas av samma myndighet eller överklagas.

## Omprövning i Sverige
Den allmänna bestämmelsen om omprövning av myndighetsbeslut finns i 38 § förvaltningslagen (2017:900). Omprövning av ett beslut ska ske när myndigheten finner att beslutet är uppenbart oriktigt och omprövningen kan ske snabbt och enkelt. En omprövning får inte bli till nackdel för en enskild part, förutom i speciella undantagsfall. Omprövning får inte blandas ihop med rättelse av skriv- och räknefel. Bestämmelsen om rättelse finns i 36 § förvaltningslagen.
I vissa fall såsom till exempel kriminalvårdens beslut enligt 14 kap 2 § fängelselagen måste omprövning ske innan beslut kan överklagas.

## Omprövning i Finland
I Finland följer omprövning (på finska oikaisu) liknande regler som i Sverige. De allmänna bestämmelserna om omprövning av myndighetsbeslut finns i förvaltningslagen och bestämmelserna om anförandet av besvär finns i förvaltningsprocesslagen:
1. En myndighet (eller en icke-myndighet som sköter en offentlig förvaltningsuppgift) fattar ett beslut i ett förvaltningsärende.
2. → Parten i förvaltningsärendet är onöjd med beslutet och begär omprövning (på finska vaatii oikaisua) därav.
3. → Beslutsfattaren meddelar ett nytt beslut med anledning av omprövningsbegäran (på finska oikaisuvaatimus).
4. → Är parten onöjd också med det nya beslutet, kan hen överklaga (på finska hakea muutosta) det nya beslutet genom besvär (på finska valitus) hos förvaltningsdomstolen.